# 黃嘉欣 (羽毛球運動員)
黃嘉欣（1984年7月7日—），臺灣女子羽球運動員、教練。其姊黃嘉琪曾兩度參加夏季奧林匹克運動會羽毛球比賽。

## 生平

### 出生與早年
黃嘉欣出生於羽球家庭，她與其姐黃嘉琪受喜愛羽球的父母影響而開始接觸羽球。之後曾獲得1999年亞洲青年羽毛球錦標賽女子團體季軍，以及2001年亞洲青年羽毛球錦標賽女子團體亞軍。

### 2004-2006年
2004年至2006年是黃嘉欣選手生涯的黃金時期。她在這三年間獲得三次中華民國全國羽球排名賽女子單打冠軍。2005年，黃嘉欣參加在美國安那翰舉辦的世界錦標賽。她在女子單打比賽第一輪擊敗義大利選手，但在次輪不敵中國的張寧，止步32強。2006年，黃嘉欣參加由中國地質大學主辦的世界大學生羽球錦標賽，最終在準決賽以直落二（17-21、13-21）不敵中國的王儀涵。此外，黃嘉欣也曾入選中華隊參加2004年優霸盃、2006年亞洲運動會羽毛球比賽等重要國際賽。

### 擔任教練
黃嘉欣退役後轉而從事羽球教練工作。

## 主要比賽成績
只列出曾進入準決賽的國際賽事成績：
| 年份   | 賽事                 | 項目     | 成績 |
| ------ | -------------------- | -------- | ---- |
| 1999年 | 亞洲青年羽毛球錦標賽 | 女子團體 | 季軍 |
| 2001年 | 亞洲青年羽毛球錦標賽 | 女子團體 | 亞軍 |
| 2006年 | 世界大學生羽球錦標賽 | 女子單打 | 季軍 |

### 奧運會和世錦賽參賽紀錄
|          | 2005 |
| -------- | ---- |
| 女子單打 | 32強 |

## 外部連結
- 黃嘉欣的Facebook專頁
- YouTube上的黃嘉欣羽球小教室頻道